# Reinette du Canada
Pomme originaire de la Vallée du Saint-Laurent appelée aussi, en français, pomme de cuir, reinette grise du Canada et pomme grise ou, en anglais, french russet, Gray Apple, Leather Apple, French Reinette et French Pippin. Cultivée avant 1831 et de généalogie inconnue, nos recherches[Qui ?] tendent à croire qu’elle a subi une mutation de la souche de la pomme-poire, apportée d'Asie par les peuples autochtones. Bien qu'elle ne soit plus du tout consommée par les habitants du Québec, elle se rapproche beaucoup de la Reinette Grise cultivée en Europe au XVIIe siècle. La reinette du Canada n'est plus connue des Canadiens mais on la retrouve sur les marchés européens.

## Culture
La floraison de la variété Golden russet est précoce (groupe de floraison B) tandis que celle de la Reinette Grise du Canada est mi-tardive (groupe D).
L'arbre est plutôt vigoureux et à port retombant. La production de fruits est moyenne et parfois irrégulière.
La variété Golden russet est diploïde et n'est pas à confondre avec la Reinette grise du Canada qui est triploïde donc très mauvaise fécondatrice.
Elle est fécondée par Idared, James Grieve ou McIntosh
La variété est peu sensible à la tavelure du pommier mais assez sensible au chancre bactérien.

## Variantes

### Reinette grise du Canada
La Reinette grise du Canada est incomparable, à peau couleur cannelle. Elle se conserve moins longtemps que la Reinette blanche du Canada. Elle est juteuse, sucrée, délicieusement acidulée et parfumée.
Le fruit est assez gros de forme irrégulièrement globuleuse, ou conique fortement arrondie, plus ou moins pentagone et généralement ayant un côté plus volumineux que l'autre.
Le pédoncule est court et fort, assez renflé à ses extrémités, planté obliquement dans un vaste et profond bassin.
Œil grand, très ouvert ou mi-clos, à cavité irrégulière, bossuée et sensiblement développée.
Peau rugueuse, à fond jaune verdâtre, entièrement lavée de gris brun, ponctuée de fauve (russeting) et quelquefois légèrement rougeâtre à l'insolation.
Chair blanc jaunâtre à verdâtre, fine, assez compacte et quelque peu croquante.

### Synonymie
- Monstrueuse du Canada,
- Canada gris,
- Grise du Canada,
- Passe Pomme du Canada,
- Gros Fenouillet gris[2].

#### Culture

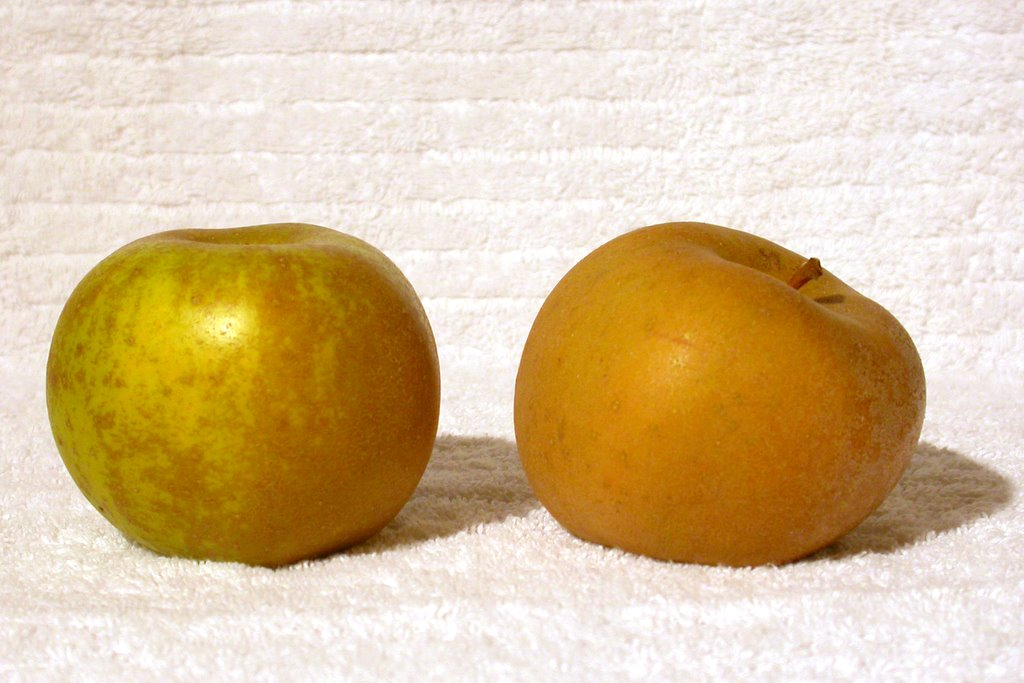
Reinette grise du Canada.

Le pommier 'Reinette grise du Canada' a un bois très fort. Il est très fertile.
Ses rameaux sont assez nombreux et très étalés, gros longs, bien flexueux, rouge brun, couverts d'un épais duvet.
Lenticelles grandes ou moyennes, arrondies clairsemées. Coussinets saillants. Yeux petits ou moyens, arrondis, très cotonneux, entièrement collés sur le bois. Feuilles grandes, ovales arrondies, luisantes et vert peu foncé en dessus, gris verdâtre en dessous, rarement acuminées, à bords des plus profondément crénelés.
Pétiole court, bien nourri, à peine cannelé. Stipules larges mais assez courtes.
Quand on le destine au plein-vent, mieux vaut le greffer en tête, et non ras de terre, autrement il serait presque impossible que la tige poussât droit, on devrait lui mettre un tuteur dès sa première année ; les formes naines, sur paradis, conviennent donc mieux à ce pommier.
Arbre très peu exigeant en fumure.

### Reinette blanche du Canada

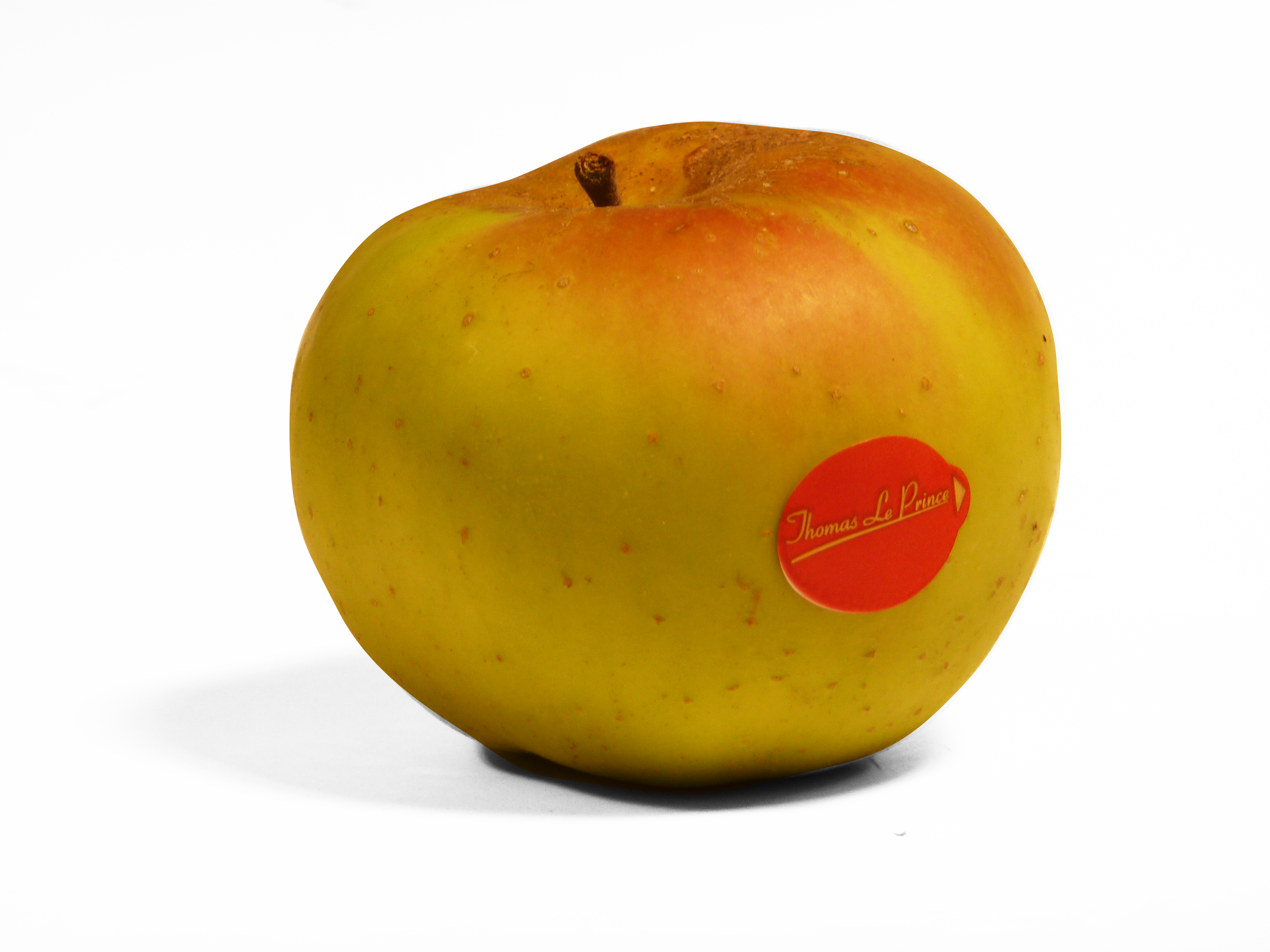
Reinette blanche du Canada.

Les fruits sont plutôt gros, irréguliers, ronds et aplatis à épiderme vert jaunâtre.
Sa chair est un peu plus parfumée que celle de sa consœur Reinette grise du Canada.
Les canada sont idéales pour les compotes et pour la transformation.
Elles n'ont pas de tenue en cuisson et se "défont". Pour une tarte, par exemple, ces variétés ne sont pas conseillées pour une présentation en rangs d'oignons.
L'arbre de très forte vigueur a un port étalé.
C'est une variété triploïde pollinisée par Golden Delicious, Reine des Reinettes ou Granny Smith.
La Reinette de Bretagne très fréquente en Normandie, en particulier dans le Pays d'Auge, aurait-elle traversé l'Atlantique pour revenir sous le nom de Reinette blanche du Canada ?